# Ciclovia Rio Pinheiros
A Ciclovia Rio Pinheiros é uma ciclovia localizada em São Paulo, na margem leste do Rio Pinheiros, correndo paralelamente a uma significativa parte do trecho da Linha 9-Esmeralda do Trem Metropolitano de São Paulo. Atualmente, ela conta com 21,5 quilômetros de extensão, sendo, portanto, a maior ciclovia da região metropolitana de São Paulo e cobrindo quase a totalidade da extensão do Rio Pinheiros. Ela é uma alternativa para o deslocamento diário e opção de lazer.
O horário de funcionamento da ciclovia é limitado, das 5h30 às 18h30. Durante o horário de verão, o horário de funcionamento é estendido em uma hora e meia, funcionando das 5 horas às 19h30. A via é contemplada com banheiros, chuveiros, máquinas de venda, pontos de espera e de recarga de aparelhos telefônicos, além de dispor de cadeiras de rodas. Veículos autorizados em serviço podem trafegar na pista ao lado do Rio Pinheiros com velocidade limitada e procedimentos de cautela. Nessas situações, o ciclista deve utilizar apenas a pista ao lado das vias do trem. O ciclista também deve estar atento para evitar a aproximação e o contato com animais silvestres, como capivaras, que deram o nome popular de "Ciclo-Capivara" à via. Seguranças da ViaMobilidade fazem a vigilância da ciclovia com bicicletas e viaturas.

## História

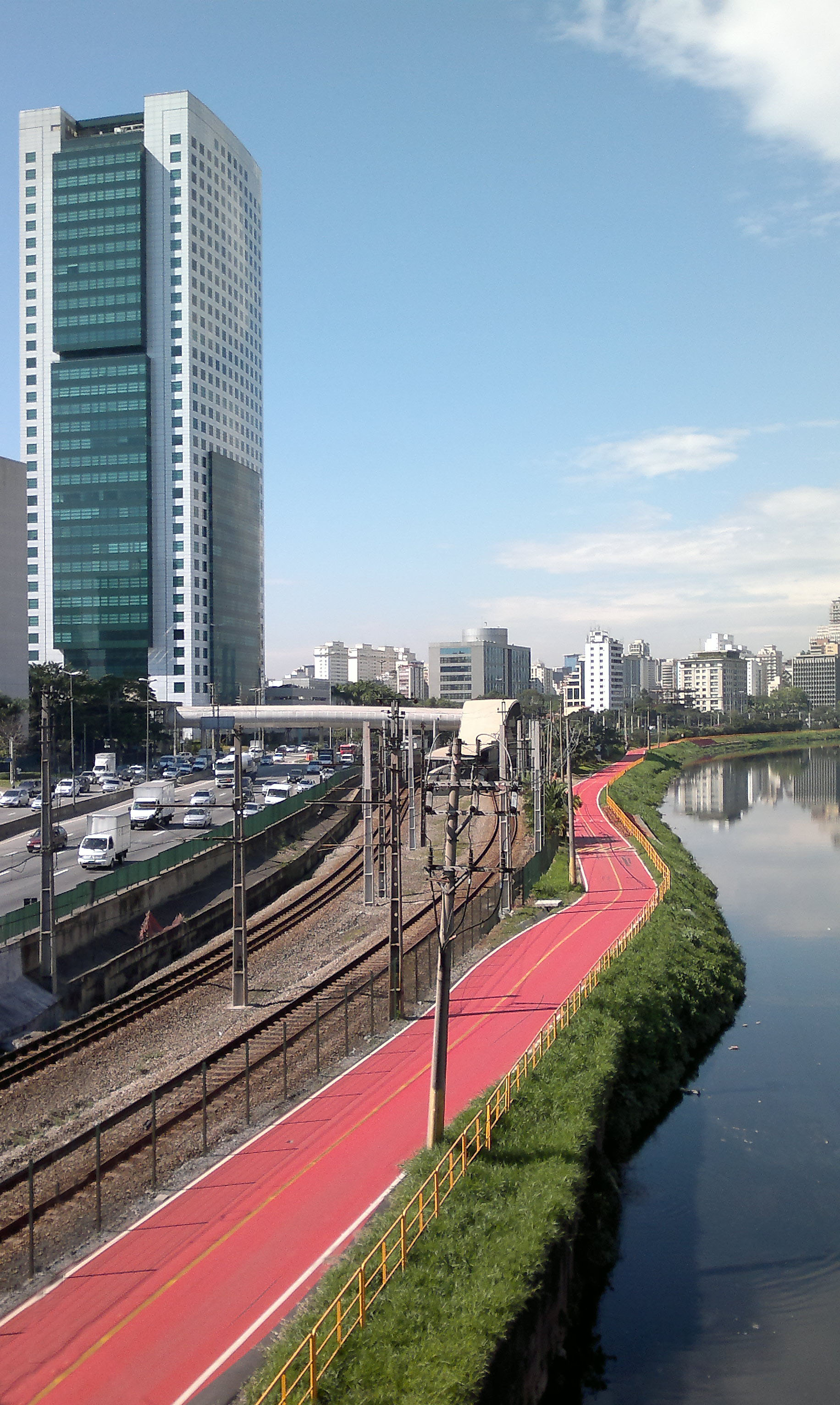
A Ciclovia Rio Pinheiros na Estação Hebraica-Rebouças.

A ciclovia foi inaugurada no dia 27 de fevereiro de 2010 pelo então governador José Serra como parte do projeto Parque Linear Pinheiros, contando inicialmente com 14 quilômetros. Ela foi construída aproveitando uma estrutura preexistente da Empresa Metropolitana de Águas e Energia (EMAE), responsável pelo projeto do parque. O projeto ainda contempla a construção de uma ciclovia na outra margem do Rio Pinheiros e de nove travessias sobre o rio, localizadas próximo às estações de trem Jurubatuba, Santo Amaro, Granja Julieta, Berrini, Cidade Jardim, Pinheiros e Ceasa, aos parques Villa-Lobos e Burle Marx e à Ponte João Dias, além de uma travessia sobre o Rio Guarapiranga.
Em julho de 2011, a Companhia Paulista de Trens Metropolitanos (CPTM), administradora da ciclovia, anunciou seus planos de instalar um sistema de iluminação noturna composto de 764 lâmpadas LED, o que permitiria que a ciclovia funcionasse à noite. Tal sistema estava previsto para ser instalado no primeiro semestre de 2012, mas ainda não foi iniciado.
A Estação Morumbi da Linha 17 do Metrô, cujas obras tinham prazo de conclusão para dezembro de 2019, contará com um bicicletário e um acesso à ciclovia. Entretanto, desde 2018, a estação não possui mais prazo de conclusão.
Em março de 2020, o governo João Doria entregou a ciclovia à iniciativa privada por um período prorrogável de três anos. Isso fechou a ciclovia ao público para uma revitalização do paisagismo, do asfalto e da acessibilidade na sinalização. A reforma, que também contou com a instalação de câmeras de segurança por todo o percurso, inaugurou uma estação de apoio paga com banheiros, vestiários e chuveiros acessíveis a pessoas com deficiência nas proximidades da Estação Vila Olímpia. Além disso, guaritas e máquinas de venda foram instaladas pelo percurso e os outros 12 banheiros do trajeto passaram por readequação. A ciclovia foi reaberta ao público em agosto de 2020 com a promessa de cafés, minimercados e oficinas. Até o fim do ano, um espaço de convivência será inaugurado no acesso ao Parque do Povo.

## Acessos e pontos de apoio
A Ciclovia do Rio Pinheiros tem a característica peculiar de estar isolada do tráfego de pessoas e veículos, já que de um lado está o rio e do outro está a linha de trem e a Marginal Pinheiros. Logo, para entrar e sair da ciclovia é necessário utilizar acessos específicos, que passam por cima da linha de trem e da via expressa. Os acessos à ciclovia são:
- Av. Miguel Yunes, entre as estações Jurubatuba e Autódromo.
- Estação Jurubatuba.
- Estação Vila Olímpia, por uma passarela da EMAE.
- Estação Santo Amaro (desativada desde 2020).
- Ciclopassarela do Parque do Povo.
- Ponte Cidade Universitária.
- Ponte Cidade Jardim.
- Ponte Laguna.
- Ciclopassarela do Parque Villa-Lobos / Estação Villa Lobos-Jaguaré.

Não é permitido pedalar nos acessos à ciclovia feitos por passarelas e pontes; a exceção é a ciclopassarela do Parque do Povo, devido a intervenção direta do então prefeito de São Paulo, Fernando Haddad, ao participar de sua inauguração em 2014.

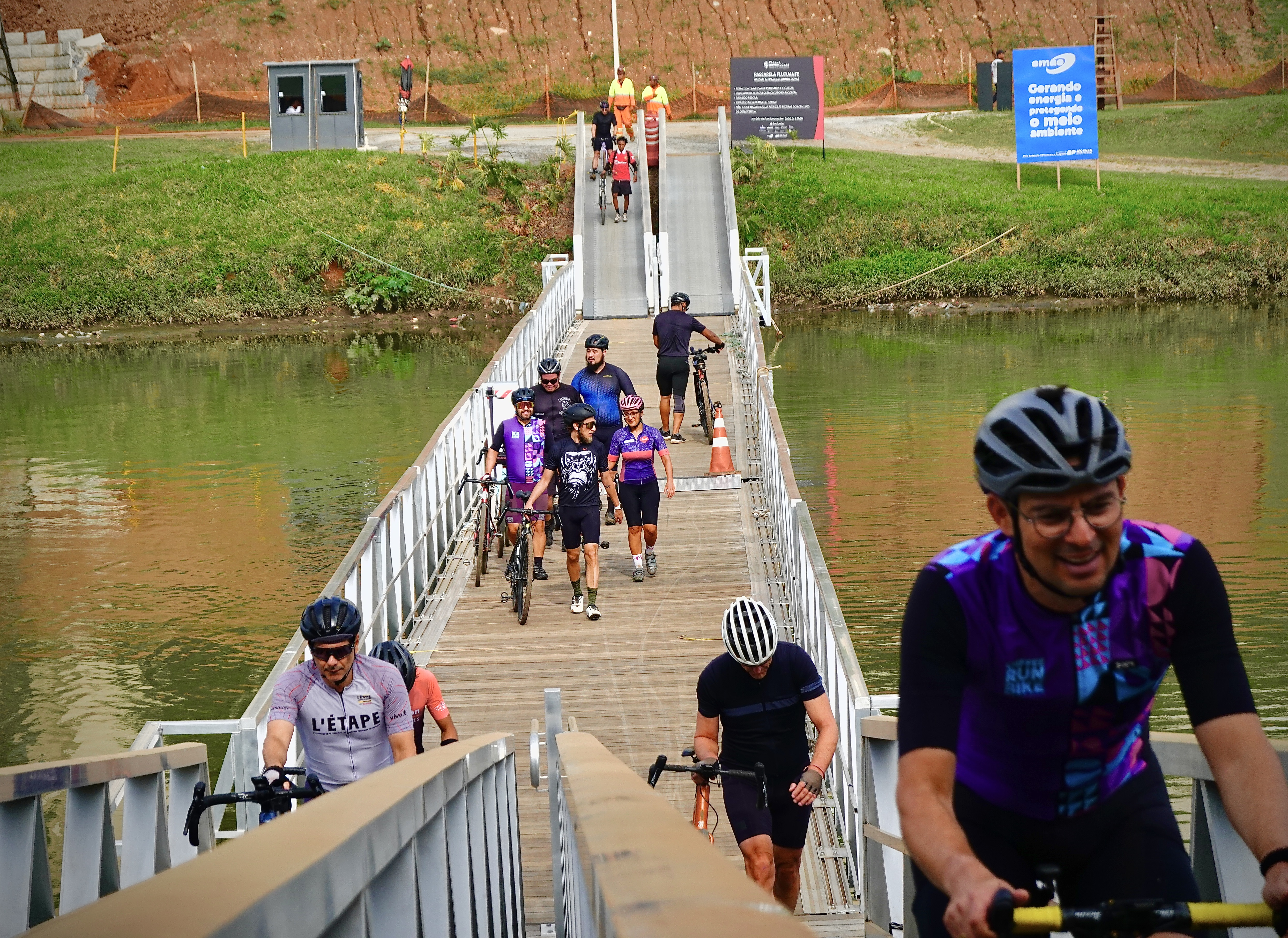
Ponte Flutuante da Ciclovia do Rio Pinheiros, com um grupo de ciclistas passando por ela.

Está previsto um novo acesso, ligando a ciclovia ao Parque Villa-Lobos. Anunciado em outubro de 2010, teve seu projeto atrasado em oito anos pela empresa vencedora da licitação, o que levou à sua rescisão pela CPTM em 2018. O acesso será projetado pela empresa vencedora da concessão da Linha 9-Esmeralda a partir de março de 2021. Em abril de 2024, a ciclopassarela do Parque Villa-Lobos foi inaugurada. A passarela ainda conta com um acesso à Estação Villa Lobos-Jaguaré.
Além disso, a Ciclopassarela Bernardo Goldfarb também está sendo construída, com previsão de entrega no início de 2025. A ciclopassarela se localiza no eixo formado pela Ponte Eusébio Matoso e pela Ponte Bernardo Goldfarb, nos arredores da Praça Oliveira Penteado, na margem oeste, e na Rua Eugênio de Medeiros, na margem leste.
Além disso, os ciclistas também têm à disposição seis pontos de apoio (Av. Miguel Yunes e estações Vila Olímpia, Santo Amaro, Cidade Jardim, Cidade Universitária e Villa Lobos-Jaguaré) com banheiro, bebedouro e atendimento.[carece de fontes?]